# Campionat AMA de Supermoto
El Campionat AMA de Supermoto (oficialment, en anglès, AMA Supermoto Championship) va ser un campionat de Supermoto que es va disputar als Estats Units entre el 2003 i el 2009. L'organitzava l'AMA Pro Racing, una filial de l'AMA. El 2013, l'AMA (aleshores amb el nom d'"AMA Sports") va instaurar un nou campionat per a pilots amateurs que anomenà AMA Supermoto i que va regular amb el suport d'USA Supermoto com a nou promotor.

## Classes
Les classes principals del campionat AMA de Supermoto eren l'anomenada "Supermoto" (coneguda més tard com a "Supermoto Premier"), per a motocicletes de 400 a 450 cc amb motor de quatre temps monocilíndric i la "Supermoto Unlimited", oberta a motocicletes amb motor de dos temps -o de quatre- monocilíndric de més de 490 cc. Hi havia també classes complementàries, com ara l'"Honda Junior Supermoto Challenge" per a pilots d'Honda CRF150F preparades de manera idèntica i, a partir del 2005, "Supermoto Lites" per a motocicletes de 200 a 250 cc de quatre temps monocilíndrics.

## Circuits
Les pistes, amb una longitud d'entre 970 i 1.800 m, consistien en vora un 80% de paviment i un 20% de terra, amb salts, trams de whoops i un ampli revolt a l'estil del flat track. ASD (una filial d'All-Access Staging and Productions) dissenyava, fabricava i construïa després in situ salts del tipus Tabletop i Kicker "Urbancross", els quals afegien una dimensió addicional de motocròs a la part pavimentada de la pista.
Una característica única del campionat AMA de Supermoto va ser l'ús de circuits temporals a més dels permanents dissenyats específicament. Equipaments com ara el Mazda Raceway Laguna Seca (una part no emprada del circuit i un aparcament), Reno (carrers públics), Columbus (carrers públics i aparcaments), Dallas (aparcament del Reunion Arena), Las Vegas (aparcaments de l'Hotel Rio i del Bally's Casino) o Copper Mountain (aparcament) es van convertir en circuits temporals amb trams de terra i rampes Urbancross. També es van fer servir pistes de kàrting, com ara el Miller Motorsports Park, el Road America o l'USA International Raceway, perquè els circuits tancats i sinuosos es presten molt bé a l'agilitat de les motocicletes de Supermoto. Una altra mena d'instal·lacions que es van fer servir van ser circuits permanents com ara pistes ovalades d'automobilisme amb circuits de curses interiors, entre ells el South Boston Speedway, l'Irwindale Speedway i el Music City Motorplex.

## Llista de campions
| Any  | Supermoto              | Supermoto Unlimited     | Supermoto Lites          | Junior Supermoto    |
| ---- | ---------------------- | ----------------------- | ------------------------ | ------------------- |
| 2003 | Ben Bostrom (Honda)    | Grant Langston (KTM)    | -                        | Mike Alessi (Honda) |
| 2004 | Jeff Ward (Honda)      | Kurt Nicoll (KTM)       | -                        | Chad Cose (Honda)   |
| 2005 | Jürgen Künzel (KTM)    | Micky Dymond (KTM)      | Mark Burkhart (Yamaha)   | ? (Honda)           |
| 2006 | Jeff Ward (Honda)      | Benny Carlson (KTM)     | Cassidy Anderson (Honda) | -                   |
| 2007 | Mark Burkhart (Yamaha) | Benny Carlson (Aprilia) | Brandon Currie (Yamaha)  | -                   |
| 2008 | Troy Herfoss (KTM)     | Steve Drew (KTM)        | Brandon Currie (Yamaha)  | -                   |
| 2009 | Sylvain Bidart (Honda) | Kurt Nicoll (KTM)       | Danny Casey (Honda)      | -                   |